# Sebastián Muñoz
Sebastián Muñoz est un peintre espagnol né à Naval-Carnéro en 1654 et mort à Madrid le 20 mars 1690. 

## Biographie

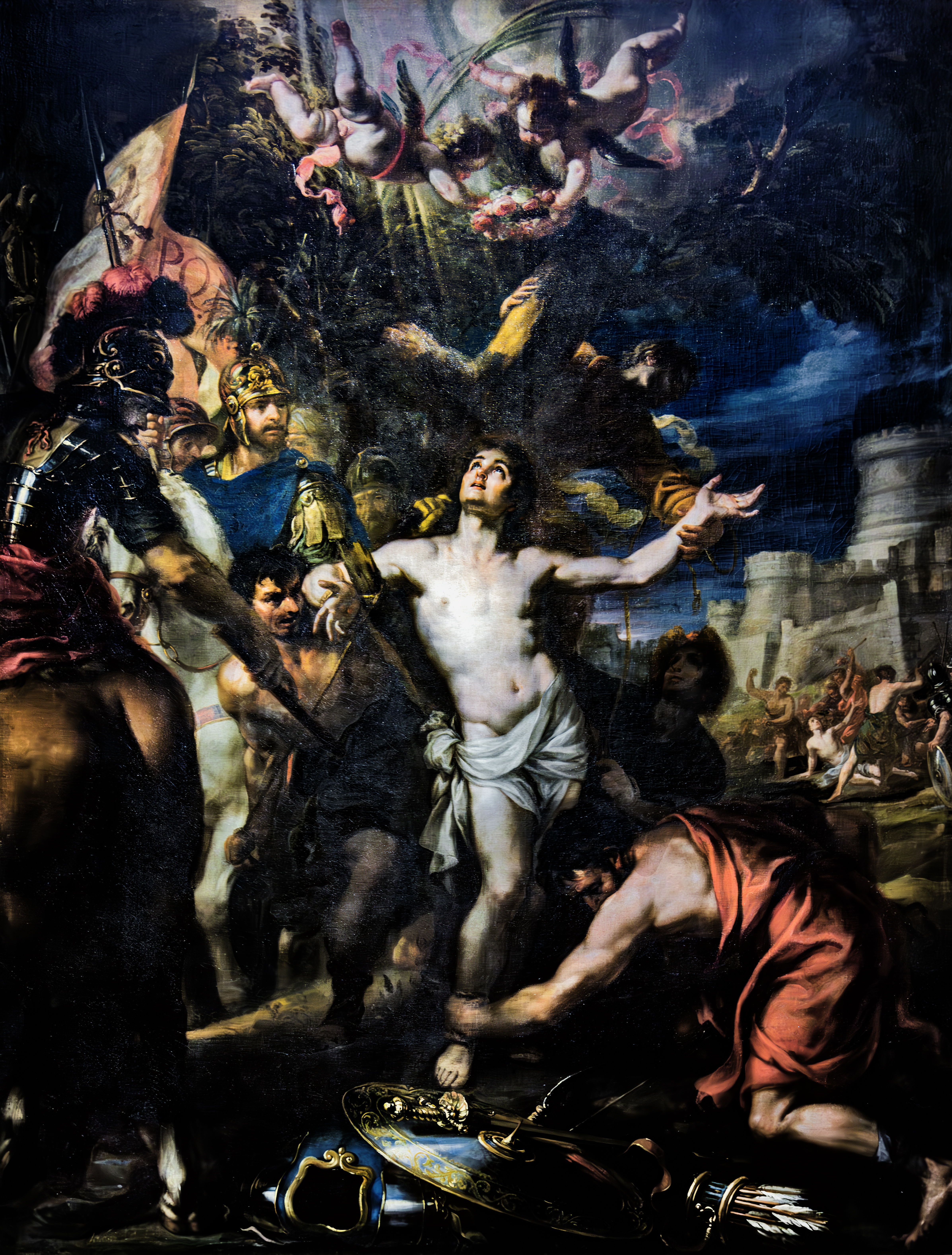
Le Martyre de saint Sébastien - Musée Goya

En sortant de l'atelier de Coello, il commença à se faire connaître par quelques fresques, puis se rendit en Italie pour y perfectionner son talent, et suivit pendant quelque temps à Rome les leçons de Carlo Maratta, qui lui apprit surtout à préférer la fraîcheur du coloris à la science du dessin, et l'effet dramatique au style noble et grand. 
De retour en Espagne, Munoz acquit par ses travaux beaucoup de réputation, fut chargé de nombreuses commandes, devint en 1688 peintre de Charles II, et mourut d’une chute qu’il fit en restaurant une voûte dans l’église d’Atocha. Munoz avait un talent distingué, mais on lui reproche d’avoir introduit dans sa patrie le mauvais goût qui régnait à : cette
époque dans les écoles d’Italie. 
C’est à Tarragone et à Madrid, qu’on voit le plus-grand nombre de ses ouvrages. On cite son Martyre de saint Sébastien, Psyché et l’Amour, au musée royal de Madrid : huit-sujets tirés de la vie de Saint Éloi, à l’église San-Salvador, dans la même ville; la Chapelle de Saint-Thomas, de Villa-Nova; les Aventures d’Angélique et de Médor, dans le cabinet de la reine, au palais royal; le Martyre de saint André, dans l’église de Caneaubios.

## Source
« Sebastián Muñoz », dans Pierre Larousse, Grand dictionnaire universel du XIXe siècle, Paris, Administration du grand dictionnaire universel, 15 vol., 1863-1890 [détail des éditions].